# 白井那奈
白井 那奈（しらい なな、1994年6月17日 - ）は、日本の元女優、元歌手、元モデル。クィーンズアベニューに所属していた。旧芸名は那奈（なな）。アーティスト名としてなあ坊豆腐@那奈（なあぼうどうふあっとなな）も使用している。東京都出身。血液型はA型。

## 来歴
2011年7月11日、『ニコニコ生放送』で自身のコミュニティ『なあがぼーっとするだけのなにか』を立ち上げる。ニコニコ動画に投稿した「踊ってみた」がそのコミュニティの後押しを受け、2011年11月15日、スター☆ドラフト会議に初出演。反響を呼ぶ。。同年12月26日、galaxias!主催の『galaxias!踊ってみたコンテスト』に出場し、galaxias! & galaxxxy賞受賞。
2012年5月23日、つんく♂が楽曲提供した、『クネクネ☆ブラボー!!』でCDデビュー。
2013年4月、ピーチから同じケイダッシュグループのパールダッシュへ移籍。前田希美とのユニット「ななのん」結成（2014年に小西康陽プロデュースでCDデビューするも2015年ユニットとしての活動休止）。
2015年、ダブルアッシュプロジェクトへ移籍。
2016年1月1日、芸名を「那奈」から「白井那奈」に改名。「なあ坊豆腐@那奈」はアーティスト名として引き続き使用。
2018年7月31日、株式会社オフィスキールとの契約を終了した事を自身のTwitterで報告。
2019年4月18日、クィーンズアベニューに所属したことを自身のブログで報告。
2020年6月14日、自身のツイッターで芸能界引退を発表。

## 人物
得意科目は数学で、数学検定3級を所持。趣味はダンス、音楽鑑賞、。特技は新体操で、小学1年から中学3年までやっており、体（特に股関節）が柔らかくY字バランスは軽々でき、完全に180°以上開脚できるため、『I字バランス』ができる。
ネット配信が話題となり日本テレビ「スタードラフト会議」に出演、映画デビュー、モデルデビュー、つんく楽曲提供でCDデビューを果たす。
顔が小さく9頭身近くあり実際の身長(159cm)よりも高く見られることが多い。
そのスタイルを活かしモデルとしても活躍。

## ディスコグラフィ

### シングル
- 「クネクネ☆ブラボー!!」（2012年5月23日、キングレコード KICM-1396・91394・91395）
- 「マジカルリップKISS」（2012年11月7日、キングレコード KICM-1419・91419）
- 「ななななのんのん」（2014年8月12日、つばさレコーズ TRNW-0059）
- 「ロックななのん/ANDROID1617」（2014年、つばさレコーズ TRNW-0059）
- 「キスミーダーリン/世界のはじまりはいつも君と」（2015年、つばさレコーズ TRNW-0059）

### 写真集
- なあ坊DOLL@那奈（2013年2月27日、ワニブックス、撮影：桑島智輝） ISBN 978-4-8470-4530-1

### DVD
- なあ坊豆腐@7ちゃんねる（2013年5月25日、ワニブックス） ISBN 978-4-8470-4547-9

## 出演

### テレビ番組
- スター☆ドラフト会議（日本テレビ）
- NONFIX（フジテレビ）
- おまかせ!アニマックスNAVI
- ドリームクリエイター（テレビ東京 / ニコニコ生放送）
- ドリーム²クリエイター（テレビ東京 / ニコニコ生放送）
- LIVE B♪（TBS）

### テレビドラマ
- 都市伝説の女 Part2 第5話（2013年11月8日、テレビ朝日） - 清水玲子 役
- 卒業（2014年3月、名古屋テレビ） - 主演：あすか 役

### 映画
- 貞子3D（2012年5月、監督：英勉）
- アリスインプロジェクト「鐘が鳴りし、少女達は銃を撃つ[9]」[注 1]（2014年3月、監督：山岸謙太郎） - リョウ 役
- ハイキック・エンジェルス（2014年6月、監督：横山一洋） - J☆KID 役

### 舞台
- アリスインデッドリースクール オルタナティブ[10]（2013年3月20日 - 24日、六行会ホール） - 主演：百村信子 役[11]
- 戦国降臨ガールズ[12]（2013年7月3日 - 7日、六行会ホール） - 織田信長 役
- 時空警察ヴェッカー1983[13]（2013年8月14日 - 18日、笹塚ファクトリー） - 時空刑事：ルル 役
- 名探偵はじめました[14]（2013年10月23日 - 27日、銀座みゆき館劇場） - 白神愛 役
- アリスインプロジェクト「デジタルホムンクルス[15]」（2013年12月18日 - 23日、シアターKASSAI） - ヒロミ 役
- 愛しのダンスマスター（2014年2月26日 - 3月2日、新宿村LIVE） - 大原玲奈役
- 時空警察ヴェッカー改・ノエルサンドレ[16]（2014年4月23日 - 27日、下北沢・小劇場B1） - サポートドロイド・アル 役
- Copyright.[17]（2014年5月28日 - 6月1日、シアターKASSAI） - ピュアフレイム 役
- エデンの空に降りゆく星唄[18]（2014年8月13日 - 17日、六行会ホール） - 主演：クイナ 役[11]
- マルガリータ〜戦国の天使たち〜（2014年9月27日 - 10月5日、EX THEATER ROPPONGI） - ねね 役
- 愛のバカヤロウ（2015年1月14日 - 19日） - 長谷川菜々子 役
- 神様のおしごと（2015年2月27日 - 3月1日、俳優座劇場) - ひゅぎ 役
- 舞台「ヨルハ Ver.1.1」[19]（2015年5月23日 - 30日、新宿村LIVE） - アルファ部隊 ヨルハ二十一号 役
- 新・戦国降臨ガール[20]（2015年10月21日 - 25日、全労済ホール スペース・ゼロ） - 織田信長 役
- ハイスクールミレニアム2015[21]（2015年12月16日 - 20日、六行会ホール） - 月岡綿美 役
- レプリカ（2016年1月13日 - 17日、笹塚ファクトリー） - 星原梓 役
- 勇者セイヤンの物語(真)（2016年3月24日 - 27日、新宿村LIVE） - ヒロイン：エタノール 役
- 禁断の刃（2016年5月12日 - 15日、中目黒キンケロシアター） - ヒロイン：みすず 役
- The Fiend with Twenty Faces 幻燈の獏（2016年6月8日 - 12日、シアターKASSAI） - 主演：シャオリン 役
- ヅカヅカ☆ルネッサンス（2016年7月6日 - 11日、シアターKASSAI） - ジャドニカ 役
- 悪役令嬢後宮物語（2016年9月28日 - 10月2日、サンモールスタジオ） - リリアーヌ・ランドローズ 役
- Re:call（2017年1月25日 - 29日、中野ザ・ポケット） - ヒロイン：雫川美雪役
- ファントム・ビー（2017年2月24日 - 3月5日、下北沢駅前劇場） - ヒロイン：ユウヒ 役
- オトメのオモチャ（2017年3月23日 - 27日、CBGKシブゲキ!!） - ゆり・鹿子 役
- ぴんすぽ!（2017年6月8日 - 11日、六行会ホール） - 赤川塁 役
- サヨナラノ唄（2017年7月13日 - 23日、CBGKシブゲキ!!） - 佐津川瞳 役
- THRee'S（2017年9月15日 - 25日、CBGKシブゲキ!!） - 小龍 役
- おかえりのないまち。色のない（2018年3月10日 - 18日、吉祥寺シアター） - ヒロイン イロジロ 役
- ふらちな侍（2018年5月9日 - 13日、池袋あうるすぽっと） - ヒロイン 役（降板）

### CM
- ブロードメディア「G-cluster」（2013年）
- ソフトバンク「AQOS CRYSTAL」

### 雑誌
- 妹Cancam-プチキャン-（元専属モデル）
- LARME（レギュラーモデル）

### WEB
- アイドル番組やってみた@アメスタ（2013年7月17日 - 2014年7月8日、月1回放送、アメーバスタジオ） - MC
- 超絶軟体女子が奏でる新感覚のX’masソング | Soft-Bodied Girl plays New sensation Xmas Music（2014年11月28日、ソフトバンク）